# Sentiero degli Dei
Il sentiero degli Dei è un sentiero escursionistico che percorre i Monti Lattari, snodandosi tra la costiera amalfitana e la Costiera sorrentina, nella Regione Campania.
Lungo circa 7,8 km, collega la località di Bomerano (frazione di Agerola) con la località di Nocelle (frazione di Positano), attraversando diversi borghi della costiera ed è considerato tra i sentieri escursionistici più belli al mondo.
La manutenzione è affidata ai volontari di diverse associazioni locali e circoli escursionistici quali il CAI.
Il nome deriva dalla leggenda secondo cui fu la strada che percorsero le divinità greche per salvare Ulisse dalle sirene che si trovavano sull'isola de Li Galli.

## Storia
Il sentiero è stato per secoli l'unica via di collegamento tra i borghi della costiera amalfitana, fino alla realizzazione dell'attuale strada statale costiera per opera dei Borbone. Per anni continuato ad essere usato come mulattiera è stato riscoperto in tempi recenti e adeguato a sentiero escursionistico.

## Sentiero "alto" e "basso"
Spesso si tende a chiamare sentiero degli Dei anche il percorso che da Bomerano porta a Montepertuso (Positano), dividendo tra sentiero degli dei "alto" e sentiero degli dei "basso" (quello appunto da Bomerano a Nocelle), ma il tratto più celebre e famoso è sicuramente quello cosiddetto "basso", oltre che il più adatto dal punto di vista della tradizione a fregiarsi del nome.

### Sentiero "alto"
Il percorso che si snoda da Bomerano a Montepertuso è forse più faticoso del suo omologo basso, anche per una elevata escursione altimetrica, che passa dai 636 m di Bomerano ai 1111 m s.l.m. di Monte Tre Calli, per arrivare poi ai 397 m s.l.m. di Montepertuso, punto di arrivo di questo percorso alto.

### Sentiero "basso"
Il tratto che va da Bomerano a Nocelle è sicuramente meno faticoso e forse anche più suggestivo, essendo quasi interamente in discesa, anche se quando preso da Vettica Maggiore o da Praiano (una delle tante varianti possibili al percorso principale) obbliga ad affrontare scalinate e salite per raggiungere il sentiero vero e proprio; i vantaggi di queste soluzioni sono puramente scenografici e soggettivi, anche se salendo da Praiano è possibile visitare anche il convento di San Domenico.
Dal minuscolo e caratteristico borgo di Nocelle si può proseguire per arrivare, dopo circa mezz'ora di cammino per delle scale, fino a Positano.